# Phoradendron brevifolium
Phoradendron brevifolium là một loài thực vật có hoa trong họ Santalaceae. Loài này được Oliv. miêu tả khoa học đầu tiên năm 1865.